# Вайнштабль, Руперт
Руперт Вайнштабль (20 ноября 1911, Леопольдсдорф, Гмюнд — 7 сентября 1953) — австрийский спортсмен, спринт-каноист. Принимал участие в международных соревнованиях в 1930 годах. Участвовал в соревнованиях по гребле на байдарках и каноэ на летних Олимпийских играх 1936.

## Спортивные достижения
Руперт Вайнштабль в 1936 году на летних Олимпийских играх в Берлине завоевал две медали со своим партнёром Карлом Проислом (Karl Proisl), серебряную медаль в дисциплине С-2 1000 м и бронзовую медаль в дисциплине К-2 10000 м.
В 1938 году Вайнштабль также завоевал две медали в соревнованиях по спринту на байдарках и каноэ на чемпионате мира в Ваксхольме, включая золотую медаль в дисциплине С-2 1000 м и серебряную медаль в дисциплине С-2 10000 м. Выступал за Германию, потому что она к этому времени аннексировала Австрию.